# Спайк Лі
Шелтон Джексон (Спайк) Лі (англ. Shelton Jackson 'Spike' Lee; нар. 20 березня 1957) — американський режисер, продюсер, письменник і актор. Володар двох премій «Оскар» — за сценарій фільму «Чорний куклукскланівець» (2019) та за видатні заслуги в кінематографі (2016). Також лауреат двох премій «Еммі», двох премій «Пібоді», почесних премій BAFTA та «Сезар».
Спайк Лі дебютував як режисер зі своїм фільмом «Їй це потрібно» (1986), і відтоді зняв такі фільми, як «Роби як треба» (1989), «Малколм Ікс» (1992), «25-та година» (2002), «Не впіймали — не злодій» (2006), «Чірак» (2015), «Чорний куклукскланівець» (2018), «П'ятеро однієї крові» (2020) та «З вершин до низин» (2025). Лі також зіграв у багатьох зі своїх власних фільмів. Стрічки Лі розглядають проблему міжрасових стосунків, колоризму в чорній спільноті, ролі медіа у житті людини, міського криміналу, бідності тощо.

## Дитинство і юність
Лі народився в Атланті, штат Джоржія. Народився у родині Жаклін Керролл (до того Шелтон), вчительки мистецтв і «чорної» літератури, і Вільяма Джеймса Едварда Лі ІІІ, джаз-музиканта і композитора. Лі має п'ятьох молодших братів і сестер. Режисер Малкольм Д. Лі — кузен Спайка Лі. Ще дитиною він з родиною переїхав до Брукліна, штату Нью-Йорк. Це мама дала йому прізвисько «Спайк». Він ходив до John Dewey High School в Брукліні.
Лі вчився у Коледжі Моргауз, історично чорному коледжі в Атланті, де він зробив свій перший фільм, Last Hustle in Brooklyn. Він відвідував кінокурси в Університеті Кларка в Атланті, випустився як бакалавр масової комунікації з Коледжу Моргауз. Він також випустився зі Школи мистецтв Тіша Нью-Йоркського Університету, де й став маґістром з кіно і телебачення.

## Кар'єра

### Фільми
Фільм незалежного виробництва Лі, «Joe's Bed-Stuy Barbershop: We Cut Heads», був першим студентським фільмом, який показали на фестивалі Нових Фільмів Центру Лінкольна.
У 1985 році Лі почав робити свій перший повнометражний фільм, «Їй це потрібно». З бюджетом у $175,000 він зняв фільм за два тижні. Коли фільм вийшов у прокат у 1986 році, він зібрав $7,000,000 лише в США. «Роби як треба», фільм 1989 року, номінували на «Оскар» за найкращий оригінальний сценарій. Багато хто тоді казав, що «Роби як треба» також заслуговував на номінацію за найкращий фільм. Того року найкращим фільмом визнали «Водія місс Дейзі». У 2006 році Лі сказав, що успіх іншого фільму, який будувався на безпечних стереотипах, ранив його ще більше, аніж те, що його фільм не номінували на цю нагороду.

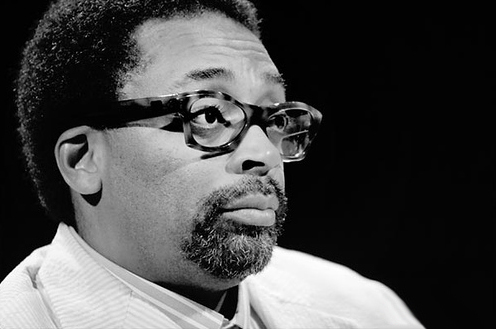
У 1990-х роках

Після випуску в 1990 р. фільму «Блюз про найкраще життя» Лі був звинувачений в антисемітизмі Антидефамаційною лігою й декількома кінокритиками. Вони критикували персонажів-власників клубу Джоша й Мо Флетбуша. Лі не визнав провини, пояснюючи, що він створював цих персонажів із метою показати, як чорні виконавці боролись проти експлуатації. Лі сказав, що Лью Вассерман, Сідні Шайнберґ і Том Поллок, єврейські керівники MCA і Universal Studios, навряд чи дозволили би антисемітський вміст у фільмі, який вони спонсорували. Він сказав, що не міг зробити антисемітський фільм, тому що євреї заправляють у Голлівуді, і «це факт».
У 1991 році Лі викладав курс кіновиробництва у Гарварді, а 1993 року почав викладати у Школі мистецтв Тіша Нью-Йоркського Університету. Саме у цій школі він отримав ступінь магістра і був призначений її художнім директором у 2002 році. На сьогодні він постійний професор Нью-Йоркського університету.
Його документальний фільм 1997 р. «Чотири маленькі дівчинки» про дітей, вбитих вибухом у Баптистській церкві на 16-й вулиці в Бірмінгемі (Алабама) у 1963 р., був номінований на премію «Оскар» за найкращий документальний повнометражний фільм. У 2024 році Лі наголосив, що вважає найкращою роботою у своїй кар'єрі саме цей фільм.

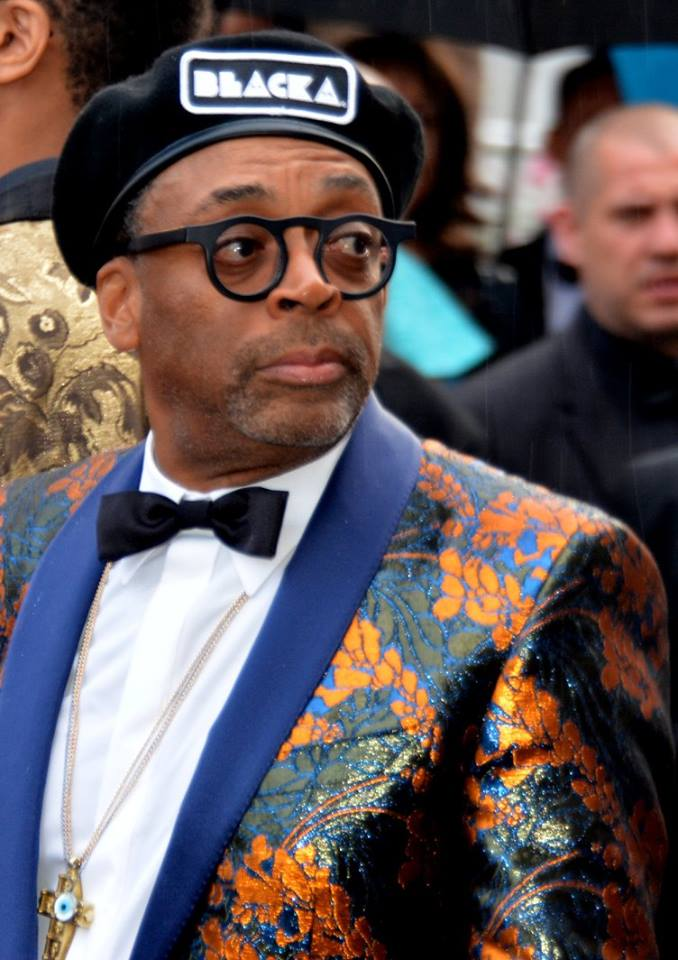
На Каннському кінофестивалі 2018 року

2 травня 2007 р. 50-й Міжнародний кінофестиваль у Сан-Франциско вшанував Спайка Лі режисерською нагородою Кіноспільноти Сан-Франциско. У 2008 році він отримав Wexner Prize. У 2013 році він виграв приз імені Дороті та Ліліан Гіш із сумою в $300,000. У 2015 році Лі отримав премію «Оскар» за видатні заслуги в кінематографі від Академії кінематографічних мистецтв і наук. Лі зрежисував, написав і спродюсував режим MyCareer у відеогрі NBA 2K16.
Фільм «Чорний куклукскланівець», драматичний трилер, що зображає події 1970-х, здобув гран-прі на Каннському кінофестивалі 2018 року. Він також отримав номінації на премію «Оскар» за найкращий фільм та за найкращу режисерську роботу (перша номінація Лі у цій категорії в житті). За найкращий адаптований сценарій Лі виграв свій перший «Оскар».
Його компанія, 40 Acres and a Mule Filmworks, вже випустила понад 35 фільмів з 1983 року. У 2021 році Лі був головою журі Каннського кінофестивалю.
У 2025 році Лі зрежисував перший фільм за п'ять років — кримінальний трилер «З вершин до низин», у якому вперше за майже 20 років повернувся до співробітництва з близьким другом Дензелом Вашингтоном.

### Реклама
У середині 1990-х Levi Strauss найняли Лі відзняти серію рекламних роликів для телебачення для їхніх джинсів button-fly. Маркетолоґи з Nike пропонували Лі стати режисером їхньої реклами.
Лі режисував рекламу для Converse, Jaguar, Taco Bell і Ben & Jerry's.

## Фільмоґрафія
- «Їй це потрібно» (She's Gotta Have It, 1986)
- School Daze (1988)
- «Роби як треба» (Do the Right Thing, 1989)
- «Блюз про найкраще життя» (Mo' Better Blues, 1990)
- «Тропічна лихоманка» (Jungle Fever, 1991)
- «Малкольм Ікс» (Malcolm X, 1992)
- Crooklyn (1994)
- Clockers (1995)
- Girl 6 (1996)
- Get on the Bus (1996)
- «Чотири маленькі дівчинки» (4 Little Girls, 1997)
- «Його гра» (1998)
- Summer of Sam (1999)
- The Original Kings of Comedy (2000)
- «Обдурені» (2000)
- Jim Brown: All-American (2002)
- «25-та година» (25th Hour 2002)
- «Вона ненавидить мене» (2004)
- Sucker Free City (2004)
- «Невидимі діти» (2005)
- «Не впіймали — не злодій» (Inside Man, 2006)
- When the Levees Broke (2006)
- Miracle at St. Anna (2008)
- If God Is Willing and da Creek Don't Rise (2010)
- Red Hook Summer (2012)
- «Олдбой» (Oldboy, 2013)
- Da Sweet Blood of Jesus (2014)
- «Чірак» (Chi-Raq, 2015)
- Michael Jackson's Journey from Motown to Off the Wall (2016)
- «Їй це потрібно» (She's Gotta Have It, телесеріал, 2017)
- «Чорний куклукскланівець» (BlacKkKlansman, 2018)
- «П'ятеро однієї крові» (Da Five Bloods, 2020)
- «З вершин до низин» (Highest 2 Lowest, 2025)